# Джеддо (Пенсільванія)
Джеддо (англ. Jeddo) — місто (англ. borough) в США, в окрузі Лузерн штату Пенсільванія. Населення — 108 осіб (2020).

## Географія
Джеддо розташоване за координатами 40°59′25″ пн. ш. 75°53′46″ зх. д. / 40.99028° пн. ш. 75.89611° зх. д. (40.990361, -75.896072).  За даними Бюро перепису населення США в 2010 році місто мало площу 0,73 км², уся площа — суходіл.

## Демографія
Згідно з переписом 2010 року, у селищі мешкало 98 осіб у 43 домогосподарствах у складі 27 родин. Густота населення становила 134 особи/км².  Було 47 помешкань (64/км²).
Расовий склад населення:
| - 100,0 % — білих |

До двох чи більше рас належало 0,0 %. Частка іспаномовних становила 3,1 % від усіх жителів.
За віковим діапазоном населення розподілялося таким чином: 22,4 % — особи молодші 18 років, 68,4 % — особи у віці 18—64 років, 9,2 % — особи у віці 65 років та старші. Медіана віку мешканця становила 39,0 року. На 100 осіб жіночої статі у селищі припадало 84,9 чоловіків;  на 100 жінок у віці від 18 років та старших — 72,7 чоловіків також старших 18 років.
Середній дохід на одне домашнє господарство  становив 68 328 доларів США (медіана — 67 727), а середній дохід на одну сім'ю — 75 306 доларів (медіана — 67 841). Медіана доходів становила 53 750 доларів для чоловіків та 27 292 долари для жінок. За межею бідності перебувало 10,1 % осіб, у тому числі 50,0 % дітей у віці до 18 років та 0,0 % осіб у віці 65 років та старших.
Цивільне працевлаштоване населення становило 83 особи. Основні галузі зайнятості: виробництво — 22,9 %, інформація — 18,1 %, роздрібна торгівля — 15,7 %, мистецтво, розваги та відпочинок — 14,5 %.